# Айзен, Ицек
Ицек Айзен (англ. Icek Ajzen, род. 1942, Хелм, Генерал-губернаторство) — социальный психолог и почётный профессор Массачусетского университета в Амхерсте. Он получил докторскую степень в Университете Иллинойса в Урбане-Шампейне и наиболее известен своей работой с Мартином Фишбейном по теории запланированного поведения. Айзен был признан самым влиятельным учёным в области социальной психологии с точки зрения совокупного исследовательского воздействия и в 2013 году получил премию «Выдающийся учёный» от Общества экспериментальной социальной психологии. Его исследования оказали влияние на различные области, такие как реклама, психология здоровья и психология окружающей среды, и были процитированы более 280 000 раз.